# Acanthodelta dasybasis
Acanthodelta dasybasis är en fjärilsart som beskrevs av George Francis Hampson 1913. Acanthodelta dasybasis ingår i släktet Acanthodelta och familjen nattflyn. Inga underarter finns listade i Catalogue of Life.